# Газозбірна мережа Сойо
Газозбірна мережа Сойо – система трубопроводів, якими транспортується газ офшорних родовищу на завод із зрідження Ангола ЗПГ (розташований на мисі, що виступає в Атлантичний океан на південь від устя річки Конго).
Розробка нафтових родовищ біля північного узбережжя країни давала велику кількість попутного газу, для утилізації якого в першій половині 2010-х створили газозбірну мережу довжиною біля 500 км. На першому етапі вона включала:
- центральну лінію, якою транспортується газ від плавучих установок у блоці 15 (розробляється під операторством ExxonMobil);
- південну лінію, котра починається від плавучих установок у блоках 17 та 18 (оператори Total та BP), проходить через блок 2, де отримує поповнення з платформи родовища Ломбо-Іст, та неподалік від Сойо приєднується до центральної гілки.  
В той же час, для підключення родовищ, розташованих північніше біля узбережжя ексклаву Кабінда, необхідно було перетнути підводний каньйон в усті однієї з найбільших річок світу Конго, котрий характеризується сильними течіями та великим об’ємом виносу в океан осадкового матеріалу. Для цього реалізували спеціальне технічне рішення, за яким під каньйоном методом буріння проклали шлях для трубопроводу. Буріння здійснювалось з двох платформ, встановлених південніше та північніше каньйону (остання розташовувалась у водах Демократичної Республіки Конго). Спершу вони пробурили вертикальні ствобури, які на великій глибині перейшли у горизонтальні та зустрілись між собою. При цьому горизонтальна ділянка пройшла на 610 метрів нижче рівня дна океану, а глибина останнього в цьому районі скадає біля 800 метрів. Споруджена завдяки цьому північна гілка системи здатна постачати газ в об’ємах до 7 млн м3 газу на добу з плавучих установок та платформ офшорних блоків 14 та 0 (оператор розробки Chevron). Після перетину каньойону вона приєднується до центральної ділянки системи.
Також можна відзначити, що в майбутньому планується підключення до системи розташованих далі в океан нафтових родовищ блоків 31 та 32, а також виявлених у мілководних блоках 1 та 2 родовищ неасоційованого газу.
Доставлений на берег ресурс використовується введеним в експлуатацію у 2013 році заводом зі зрідження природного газу Ангола ЗПГ. Крім того, у грудні 2017-го завершено перемичку від зазначеного заводу до нової ТЕС Сойо потужністю 750 МВт.
Власником газопроводу виступає державна нафтова компанія Sonangol, а оператором Sociedade de Operações e Manutenção de Gasodutos (SOMG).